# Baslieux
Baslieux – miejscowość i gmina we Francji, w regionie Grand Est, w departamencie Meurthe i Mozela.
Według danych na rok 1990 gminę zamieszkiwały 493 osoby, a gęstość zaludnienia wynosiła 48 osób/km² (wśród 2335 gmin Lotaryngii Baslieux plasuje się na 597. miejscu pod względem liczby ludności, natomiast pod względem powierzchni na miejscu 586.).